# NGC 2147
NGC 2147 је расејано звездано јато у сазвежђу Златна риба које се налази на NGC листи објеката дубоког неба.
Деклинација објекта је - 68° 12' 6" а ректасцензија 5h 55m 45,7s. Привидна величина (магнитуда) објекта NGC 2147 износи 12,9 а фотографска магнитуда 13,2. NGC 2147 је још познат и под ознакама ESO 57-SC54.